# Cabaret Electric
Le Cabaret Electric (précédemment nommé L'Agora), « scène de musiques actuelles » du Havre, a ouvert ses portes à la fin de l’année 1999 au sein de la Maison de la Culture. Volonté de la Municipalité d’offrir une place toujours plus importante à la culture (et notamment la musique), ce projet s’inscrit dans la même lignée que la réhabilitation des docks sur le Quai Frissard qui forment désormais les Docks Océanes.
Il a fermé à l'été 2011 après la décision de la ville de faire de cet espace une médiathèque.

## L'Agora (1999-2006)
Aménagée au sein de l’Espace Niemeyer, l’Agora était une délégation de service public (DSP) confiée à l’association Coup d’Bleu, reconnue au sein de la Porte Océane pour avoir réalisé le festival Blues à Gogo qui se déroulait tous les ans en octobre. Pour l’occasion, une autre association fut créée : CDB Productions, avec à sa tête Jean-François Skrobek, ancien président de l’association Coup d’Bleu et actuel directeur de L’Agora. L’Agora est composée d’une salle amovible selon les événements, qui peut accueillir aussi bien des concerts que des séminaires. Il y est intégré un bar qui, à l’origine, était une entité économique différente (la SARL L’Agora). Enfin, la structure possède des studios de répétition et d’enregistrement.
Le but premier est l’accueil d’artistes musicaux renommés actuellement. S’y sont déjà succédé Bénabar, Jean-Louis Murat, Jacques Higelin ou encore Asian Dub Foundation. Mais la politique de L’Agora, par le biais de cette délégation de service public, est aussi d’être un tremplin pour les artistes locaux. Ils peuvent ainsi utiliser les studios et ont la possibilité de monter sur scène si leur talent le leur permet. Ainsi ont été organisés les Start Up.
C’est aussi à L’Agora que se font les sélections haute-normandes du Printemps de Bourges. Grâce à L’Agora, des formations musicales telles que Ness & cité ou Tokyo/Overtones ont eu la possibilité de monter sur scène et connaissent un début de reconnaissance sur le plan national. Enfin, par l’intermédiaire de CDB Productions, L’Agora organise des concerts sur Le Havre en dehors de ses murs lors d’événements comme la venue de Miossec ou de Keren Ann, tous deux au Théâtre de l’Hôtel de Ville.
Soucieux d’élargir son public, L’Agora organise différentes soirées à thème, que ce soit l’improvisation de jazz, la diffusion de DVD musicaux ou encore les soirées de break dance. De même, elle est partenaire de différentes associations (Ancres Noires, Bretons du Havre) pour l’organisation de soirées.

## Le Cabaret Electric (2006-2011)
Depuis juillet 2006, après une polémique de gestion artistique, financière et humaine portée par des grèves et des pétitions, la gestion de cette salle a été confiée à l'association l'Iguane (créée par le CEM et la Papa's Production), présidée par Sandrine Mandeville.
Ainsi, l'Agora est devenue Le Cabaret Electric.
Les studios de répétition ont ouvert en septembre 2006, les activités concerts et bar ont repris en janvier 2007.
Le directeur actuel est Philippe Renault, anciennement responsable de la structure l'Arcade (Notre Dame de Gravenchon).
En un peu plus de quatre ans d'existence, Le Cabaret Electric a su s'imposer comme la salle de référence pour les musiques actuelles au Havre, mais aussi dans toute la région Haute Normandie.
À partir de novembre 2007, le Cabaret Electric propose des concerts un peu particuliers, destinés au jeune public. Leur but étant de faire de l'enfant le principal spectateur (les parents étant de simples accompagnateurs). Une bonne manière de familiariser les plus jeunes aux musiques actuelles. Chaque concert était ainsi adapté, tant par le nombre de décibels que par sa durée réduite et suivi d'un gouter issu du commerce équitable et de l'agriculture biologique.
Un grand travail d'accompagnement de la scène locale a aussi été fait depuis 2006.
Le Cabaret Electric ferme ses portes en juin 2011 à la suite d'un réaménagement de l'Espace Oscar Niemeyer décidé par la ville et très critiqué, au vu des résultats financiers, le travail de fond de la structure et l'utilité jugée moindre d'une médiathèque à cet emplacement[réf. nécessaire]. Le Petit Volcan sera ainsi transformé en médiathèque, alors que le Cabaret laissera la place à une brasserie.
Une autre salle nommée Tetris a ouvert en septembre 2013 au fort de Tourneville au Havre, porté par une autre équipe associative.

## Ils sont passés au Cabaret
Avril- juin 2007 : Gomm, Nadj, Red Sparowes, Mick Harvey, Zone Libre et Interzone avec Serge Teyssot-Gay ( Noir Désir), Woven Hand, Laura Veirs, Elk City...
Sept-décembre 2007 : Curry and Coco, Jack in my Head, NoMeansNo, Unsane, Menomena, Lost Alone, The Do, I'm From Barcelona, Liars, Efterklang, The Rakes, Enter Shikari, Elvis Perkins, 31 Knots, Bandit 112, Komandant Cobra, Saroos, Lilea Narrative, This is a Kit, Frog Eyes, Jean Bon, Boule et Caillou, Elvis Perkins, Erruer, Unshnell, The Sunday Drivers, Hushpuppies, The Chap, Mùm, Your Happy End, Zenzile, Kanka, Fedayi Pacha
Janv-mars 2008 : Merlot, Crystal Castles, Signal Electrique, Vic Chesnutt, The Tinun's, The Sweet Vandals, Yules, Luis Francesco Arena, I love LH, Patrick Watson, Naima, Moriarty, Shubni, King Kahn and The Shrines, Cannibal Elvis, Magic Malik, Sebastien Tellier, Cotton Clouds, Guerilla Poubelle, P.O. BOX, James Deano, Baloji, Dilinger Escape plan
Avril-juin 2008 : Daniel Darc, Constance Verluca, Alela Diane, Maarten, The Buzzcocks, Robots in Disguise, Duchess Says, Dalek, Dub Trio, Queen Adreena, Gablé, Sibot and Spoek, Comanechi, Princesse Rotative, Screen
Sept-décembre 2008 : Munch Munch, Polysics, Black Lips, Mark Sultan, Lemonheads, Pivot, Futureheads, Fenouil et les Fines Herbes, Les Bœufs Troquistes, Jean Bon, Laetitia Sheriff, My Brightest Diamond, Clare & the reasons, Islands, My Name is Nobody, faustine Seilman, Papier Tigre, Empyr, Port O'Brien, Frère Animal, Why?, Son Lux, Bamboo For Chopsticks, 1 Costard pour 2, Fujiya & Miyagi, The Dodos, Caravan Palace, Uncommonmenfrommars, Deerhoof, City Kids....
Janv-mars 2009 : Cameron, Bad Ethics, Hopes of Freedom, Mad, Grace, Boffi, Second Sex, Lipstick Traces, Ed Wood Jr, Casiokids, Joseph Arthur, Darko Fitzgerald, Ruby Throats, Lonely Drifter Karen, The Dodoz, Neimo, Bob Corn, Helluvah, Alkalys, Karlit & Kabok, Acoosmik, The Young Gods, M.. Lab!, Elliot Murphy, Moot and the Happy Makers, Bob Log III, Rotor Jambreks, SNFU, The Virgins
Avril-juin 2009 : Grand Final, Red Lezards, The Subways, 64$ question, Tribal Zone, Essie Jain, Baden Baden, Sophie Delila, Jawen, Battant, Telepathe, Machado & Liebman, Sporto Kantes, Chapelier Fou, Your Happy End, Sébastien Schuller, Enkadense, Sophie Hunger, Polaroid Rock
Sept.-déc. 2009 : Naive New Beaters, Dead Rock Machine, Celan, Hofnar, Bellini, Tim, Belles Bêtes underground, Martha High & The Shaolin Temple Defenders, DJ Barthelby, Fink, Shannon Wright, Jay Jay johanson, The Lonesome French Cowboy, Minuscule Hey, Fenouil & les Fines Herbes, The Jim Jones Revue, Asphalt Tuaregs, Les Souinq, Tokyo/Overtones, The Rifles, The Delano Orchestra, Akron Family, Jasdarke, Revolver, Fredo Viola, Takana Zion, Mindsoljah, Little Bob, One shot, Lords, Horrorshow Destruction, Karysun, Wil Beasts, Ultra Vomit, Tränenzeit, Marianne Dissars, Last Highway, ...
Janv.-mars 2010 : Cameron, David Walters, Emily Jane White, Julien Pras, Clues, La Terre Tremble, Jerusalem in my Heart, Amélie, François and The Atlas Mountains, Are We Brothers ?, Lilly Wood and The Prick, General Elektriks, Coming Soon, You'll never See Us on TV, Sourya, Sheraf, Shubni, Okou, H-Burns, Nomo, Danakil, Youngsax, Féfé, Ben l'Oncle soul, Hadouken, X-Makeena, Bad Joke, Kyrie Kristmanson, The Tiny, Kim, Yeti Lane, The Heavy, The Hickey Underworld, ...
Avril-juin 2010 : Rootz underground, Jah Pearl & Bouddah Sticks, Archie Bronson Outfit, Peggy Sue, Pilöt, Double Nelson, DJ Coolamar, Black Joe Lewis & The Honeybears, DJ Chapo, Be Why, Black Box Revelation, La Bonne, La Brute & Le Truand, Ruby Shoes, Jim Yamouridis, Amnesiac Quartet, Gaham Day & The Goalers, Harlem Shuffle, Casey, Poissarino, Dick Voodoo, Arnaud Rebotini, Mondwest, Le Sous Marin, Marvin, Grrzzz, Shape Your Skill, Sexy Sushi, Turzi Electronic, Nesta, Tartufi, Broadway, Skindred, Brutal Sphyncter, The Dynamites feat. Charles Walker, Marc Morvan & Ben Jarry, Nibs Van Der Spuy, Polaroïds Rock, ...
Sept.-décembre 2010 : Tokyo Sex Destruction, The Repaeters, Bachelorette, I Come From Pop, Santa Cruz, Gene Clarksville, Your Happy End, Dead Rock Machine, The Elektrocution, U-Roy, Vagabon' & Bouddah Sticks, Accosmik, Jeff Lang, Chris Bailey, Wilko Johnson, Tunng, Alice Lewis, Lali Puna, Cat on Trees, Gogol 1er, Violon Profond, Skott de Porc & ses Côtelettes, The Tinun's, Rahzel, Oddateee, Noïd, Rat Attack, Last Fallen Leaves, Caspian, The Warlocks, The Amplifetes, Minitel Rose, Bonaparte, Peter Digital Orchestra, Chris Garneau, Boy & The Echo Choir, Psykick Lyrikah, Robert Le Magnifique, The Ex, Heliogabale, Sly Johnson, the Sounk La Caravane Passe, La Zygomatik, ...
Janv.-mars 2011 : Ventura, Space Monkeys, Red Lezards, Jamaïca, Fortune, The Perkins, Sad Hill, The Peanuts, Pablo Moses, Zenzela, Agnes Obel, June & Lula, Feerkins, Lingzhi, Hajiro, Crystal Fighters, Quadricolor, Systema Solar, Shinobi sound system, Tränenzeit, We are Crystal Palace, Restavrant, Driving dead girl, The Electronic Conspiracy, Paral-lel, Le Catcheur et la Pute, Christine, Gablé, NLF3, The Ghost of Thousand, Ashes, Black Blood Transfusion, Aña, Le Prince Miiaou, Lail Arad
Avril-juin 2011 : Guna, La Maison Tellier, La Rumeur, Madball, Marc Minelli, Cross Damage, Arms of Nemesis, Fairy dust, Le concept, Primal Age, Brigitte, We, Astonia, The Fleshtones, the Obits, Bastien Lallemant, le collectif Polaroïds Rock, ...